# Scaptesyle aequidistans
Scaptesyle aequidistans là một loài bướm đêm thuộc phân họ Arctiinae, họ Erebidae.